# Бердышев, Виталий Иванович
Вита́лий Ива́нович Бердышев (род. 27 января 1939, Свердловск, Свердловская область, РСФСР) — советский и российский математик, доктор физико-математических наук, специалист в области теории функций, численных методов аппроксимации, методов сжатия-восстановления информации. Академик РАН (2011), директор Института математики и механики УрО РАН (1999-2015).

## Биография
- Окончил физико-математический факультет Уральского университета по специальности «Математика» в 1961 году[2][3].
- С 1962 по 1973 год — работал в Институте математики и механики УрО РАН лаборантом, младшим научным сотрудником, старшим научным сотрудником.
- В 1968 году защитил диссертацию кандидата физико-математических наук[4].
- С 1973 года — заведовал лабораторией численных методов в Институте математики и механики УрО РАН.
- В 1988 году защитил диссертацию доктора физико-математических наук.
- В 1991 году — присвоено звание профессора Уральского университета.
- C 1994 г. — заместитель директора Института математики и механики УрО РАН (г. Екатеринбург).
- C 1999 по 2015 год — директор Института математики и механики УрО РАН (г. Екатеринбург).
- 26 мая 2000 года избран членом-корреспондентом РАН.
- 22 декабря 2011 года избран академиком РАН.

Ныне Виталий Иванович является членом Совета Российского фонда фундаментальных исследований, профессором Уральского федерального университета.

## Проводимые исследования
- С 2010 года участвует в создании математической модели сердца[5].

## Цитаты
«Утверждение, будто российские программисты и специалисты в области современных информационных систем значительно уступают по своему профессиональному уровню западным коллегам — как минимум преувеличение. Об этом прекрасно знают сами западные коллеги. Не зря так интересуют их «русские мозги»... Тем не менее в России сегодня складывается парадоксальная ситуация... Едва ли не на государственном уровне рассматриваются исключительно западные модели модернизации информационного пространства... В один прекрасный день тенденция может стать необратимой».

## Книги
- Численные методы приближения функций / В. И. Бердышев, Ю. Н. Субботин. Свердловск, 1979.
- О наилучшей траектории, соединяющей упорядоченный набор множеств / В. И. Бердышев, В. П. Кондратьев. Свердловск: УНЦ АН СССР, Ин-т математики и механики, 1987. 85 с. (препринт)
- Аппроксимация функций, сжатие численной информации, приложения / В. И. Бердышев, Л. В. Петрак. Екатеринбург: Изд-во УрО РАН, 1999. — 296 с.
- Экстремальные задачи и модели навигации по геофизическим полям / В. И. Бердышев, В. Б. Костоусов. — Екатеринбург: Изд-во УрО РАН, 2007. — 270 с.

## Художественные альбомы
В 2014 году издал два художественных альбома: в альбоме «Лик науки» поместил около 70 выполненных им тушью портретов своих коллег, а в альбоме «Наивная акварель» — акварельные пейзажи природы России. Академик Бердышев — член объединения ученых-художников, участник многих выставок.